# 全國青年團結促進會案
全國青年團結促進會案是1967年時一起臺灣白色恐怖時期案件，其中1966年3月時顏尹謨、林水泉等人參考來自日本的宣傳資料，開始以「台灣獨立聯合陣線行動委員會」作為名義擬定《六六三一獨立鬥爭決戰書》等宣傳四處發放，呼籲臺灣青年發起革命來推翻中國國民黨的統治。同年11月12日，顏尹謨、林水泉決議將組織正式命名為「全國青年團結促進會」並且通過組織大綱以及宣誓文，主張「建設新國家，成立新政府，制定新憲法」。
全國青年團結促進會一方面讓前往日本留學的顏尹謨與待在日本的臺灣獨立運動領導人史明和辜寬敏等人密切接觸，並且接受指導準備藉由暗殺中國國民黨官員與煽惑中華民國國軍軍人叛變等方式發起武裝革命。而另外一方面，顏尹謨的哥哥顏尹琮也在臺灣另外成立「台灣獨立同志聯合會國內行動團」作為內應。但是1967年3月，作為參與成員的吳文就與陳光英在從雲林縣前往臺中縣途中遭到逮捕，而同年8月底時中華民國政府便針對包括林水泉、顏尹謨、黃明宗（黃華）、許曹德等涉案人士進行大規模逮捕行動。
據許曹德與黃華的回憶錄表示，陳光英為司法行政部調查局特務。

## 外部連結
- （繁體中文） 全國青年團結促進會案（页面存档备份，存于）